# Ritmo nuevo, vieja ola
Ritmo nuevo y vieja ola es una película en blanco y negro de Argentina dirigida por Enrique Carreras según el guion de Julio Porter que se estrenó el 19 de agosto de 1965 y que tuvo como protagonistas a Mercedes Carreras, Ángel Magaña, Lolita Torres, Jorge Salcedo y Tita Merello.

## Sinopsis
Nueva Ola
Una madre de familia se convierte en exitosa cantante.
Ola eterna
Un periodista argentino persigue a una cupletista española de principios del siglo XX.
Vieja Ola
El reencuentro de tres viejos actores y sus mentiras sobre sus éxitos.

## Reparto
- Mercedes Carreras …Delia
- Ángel Magaña …Dr. Marcelo Maines
- Lolita Torres... Raquel Mejía
- Jorge Salcedo... Gustavo de Castro
- Tita Merello... Margot
- Ubaldo Martínez... Ramón Carlales
- Santiago Gómez Cou... Rafael Gallardo
- Pedro Quartucci... Camilo Balterzo
- Dean Reed... como él mismo
- Roberto Airaldi... Peña
- Elcira Olivera Garcés... Cristina
- Darío Víttori... productor de televisión
- Guillermo Battaglia... Quiroga
- José Comellas... amigo de Gallardo
- Tono Andreu... José
- Lalo Fransen... Él mismo
- Estela Molly... Secretaria de Quiroga
- Antonio Martiánez...Don Pepe, maestro de canto
- Alberto Olmedo... Secretario de compañía
- Guido Gorgatti …Director de TV
- Rodolfo Onetto... Productor de televisión
- Marisa Carreras …Marisita, hija de Delia y Marcelo
- Quique Carreras... Hijo de Delia y Marcelo
- Augusto Bonardo... Animador 1
- Chiquita Saldí …Doblaje de M. Carreras en las canciones
- Elvia Andreoli
- Osvaldo Canónico … Sr. Méndez
- María Carreras …Chispita, hija de Delia y Marcelo
- Javier Portales …Nicolás
- Alfredo Fary
- Fidel Pintos... Representante
- Zulma Faiad... Cristina Araceli
- Norberto Suárez... Asistente de televisión
- Ignacio de Soroa... Animador 2
- Josefa Goldar... Rosaura
- Enrique San Miguel... Fotógrafo
- Héctor Calcagno... Amigo de Cardales
- Susana Rubio... Sonia
- Héctor Fuentes... Director de televisión
- Violeta Rivas... Ella misma
- Tristán Díaz Ocampo... asistente de Balterzo

## Comentarios
King dijo en 'El Mundo:

”El espectáculo es, en términos generales, brillante.”

Por su parte, Manrupe y Portela escriben:

”En el mismo estilo de Esto es Alegría, un sketch de comedia, otro de romance y un tercero melancólico. Reparto lleno de nombres y libreto falto de ideas.

Antonio A. Salgado afirmó en Tiempo de Cine:

”El extenso reparto y la sensiblería puestos en juego explican su éxito. Carreras sigue pareciendo menos malo cuando quiere hacer reír (el primer episodio) que cuando se toma en serio su asunto (el tercero): ahí la solemnidad y la cursilería abruman.”